# Jan Erik Kongshaug
Jan Erik Kongshaug est un ingénieur du son et guitariste de jazz norvégien né le 4 juillet 1944 à Trondheim et mort le 5 novembre 2019 à Oslo. Il est surtout connu pour son travail avec le label ECM.

## Biographie
Jan Erik Kongshaug commence sa collaboration avec le label ECM en 1970, lorsque Manfred Eicher choisit le studio Arne Bendiksen Studio à Oslo, où travaille alors Kongshaug, pour enregistrer Afric Pepperbird,  le premier disque de Jan Garbarek pour ECM. Eicher revient alors régulièrement au studio Arne Bendiksen pour enregistrer ses productions, se divisant à partie égale entre Kongshaug et Martin Wieland à Ludwigsburg. Kongshaug sera particulièrement impressionné lorsque Manfred Eicher fait venir Keith Jarrett pour enregistrer Facing You, son premier album pour ECM.
En 1984, Jan Erik Kongshaug ouvre son propre studio, le Rainbow Studio, toujours à Oslo. Eicher continue alors d'utiliser ses services, et Kongshaug devient un des artisans du « son ECM », enregistrant plus d'une centaine d'albums, par exemple John Abercrombie, Gary Burton, Chick Corea, Bill Frisell, Jan Garbarek, Keith Jarrett, Pat Metheny, Terje Rypdal, Eberhard Weber
Jan Erik Kongshaug est aussi guitariste de jazz, et enregistré deux albums. Il considère d'ailleurs que ses compétences de musicien, et sa compréhension de la musique sont plus importantes pour son travail que ses connaissances techniques d'ingénieur.
Il reçoit le Spellemannprisen en 1982.